# The Academy in Peril
The Academy in Peril är ett musikalbum utgivet 1972 av John Cale som hans andra soloalbum. Albumet producerades av Cale och släpptes under etiketten Reprise Records.

## Låtlista
1. "The Philosopher"
2. "Brahms"
3. "Legs Larry at Television Centre"
4. "The Academy in Peril"
5. "Intro / Days of Steam"
6. "3 Orchestral Pieces: Faust/The Balance/Captain Morgan's Lament"
7. "King Harry"
8. "John Milton"

## Medverkande
- John Cale − bas, gitarr, keyboard, sång, viola
- Adam Miller − sång
- Del Newman − slagverk
- Ronnie Wood − slidegitarr på "The Philosopher"
- Legs Larry Smith − berättare på "Legs Larry At Television Centre"
- Royal Philharmonic Orchestra − "Days Of Steam" och "King Harry"